# Supermercados La Proveeduría

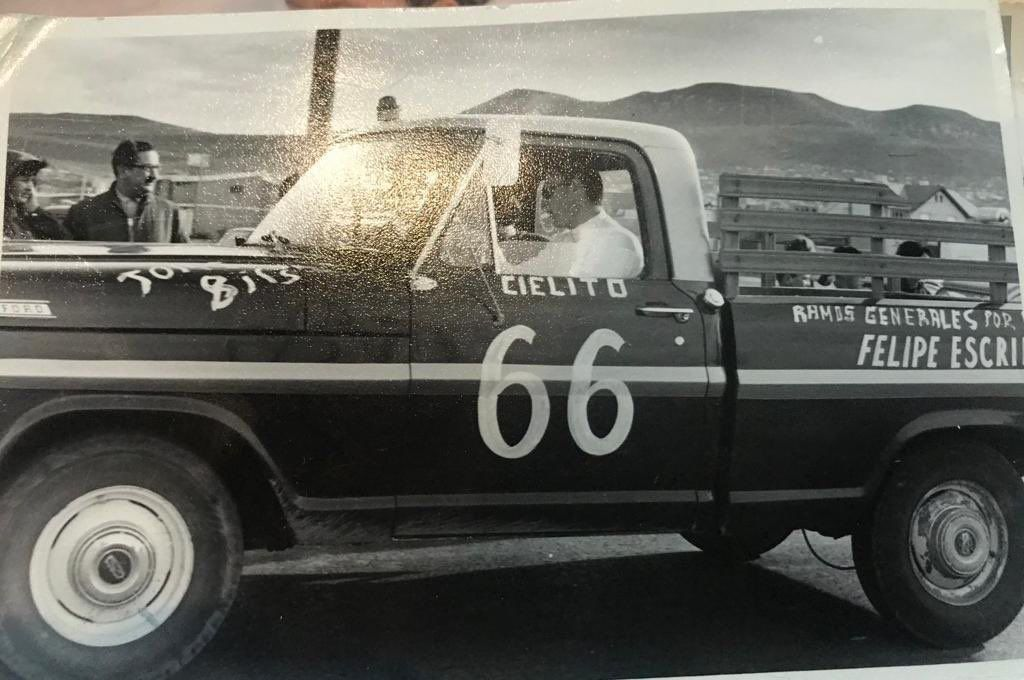
Felipe Oscar Escribano en su camioneta de reparto con la que también corría. Cielito, su gran amor, grabado en la puerta de la misma

Supermercados La Proveeduría, popularmente conocido como La Prove, fue una cadena de supermercados patagónica de raíces comodorenses que operó en el Sur de la Provincia del Chubut, con nueve sucursales distribuidas entre Comodoro Rivadavia y Rada Tilly y empleando a más de 400 personas. A fines de 2021 fue vendida a la cadena Cooperativa Obrera.

## Toponimia
Su nombre fue otorgado por el hermano de Felipe Oscar Escribano. La inspiración resultó de la emulación con la proveeduría central de YPF. La misma estaba ubicada en General Mosconi y en Comodoro era considerada como un lugar de abastecimiento general. Además, tenía sucursales en todos los campamentos del país. De este modo, con un nombre de esta envergadura se quiso dar una imagen de una empresa que podía proveer, que tenía buenos precios y que estuviera al alcance de la población.

## Historia

### Orígenes como almacén

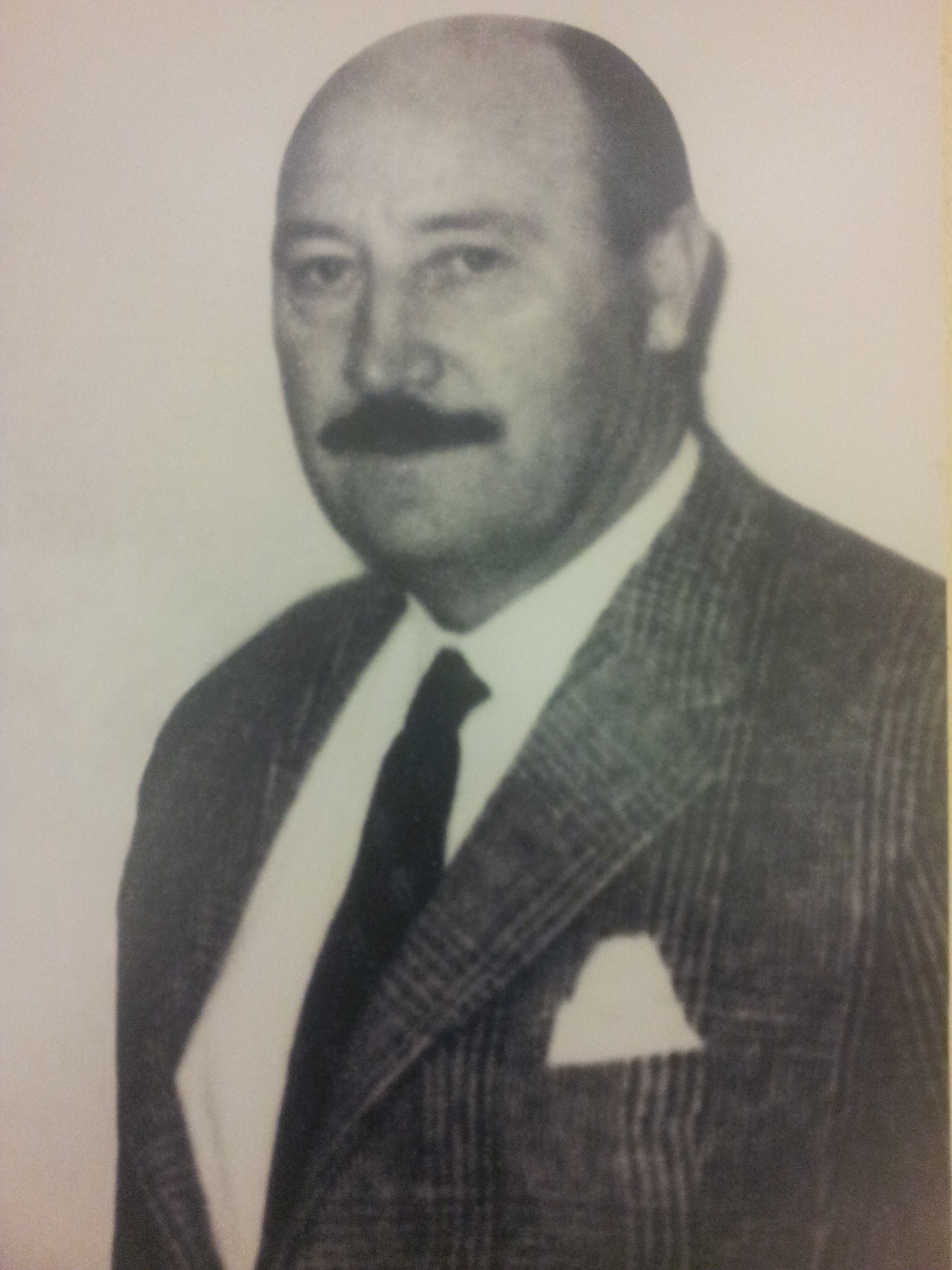
Felipe Escribano (p), fundador de la cadena de supermercados comodorense.

Hijo de Evaristo Escribano y Genoveva Ortego, inmigrantes españoles oriundos de Muriel viejo, que arribaron a Comodoro Rivadavia para radicarse en el barrio Kilómetro 5 y trabajar en el ferrocarril a principios de siglo XX, Felipe Escribano nació y se crio en un pueblo chico, que con el descubrimiento del petróleo en 1907 empezaba a cambiar para siempre su historia y a transformarse en la capital nacional del petróleo. 
Como empleado del Correo Argentino, Felipe Escribano encontró su vía de progreso, y empezó a conformar su propia familia. Se casó con Celestina Iparraguirre, con quien tuvo 4 hijos: Felipe, Alberto, Eduardo y Marcelo.
Pero los orígenes de La Prove se remontan a 1945, cuando Don Felipe Escribano, abrió su propio local comercial, con la representación de las por entonces afamadas marcas de golosinas Trineo y Renome. Esto duraría tres años, ya que en 1948 Felipe Escribano decide incursionar en el rubro alimentación, ubicándose en el centro de la ciudad, en la esquina de Ameghino e Italia y dando a luz al almacén “Los dos pibes”.

### Etapa mayorista
Hasta el año 1953, Don Felipe Escribano, trabajó en el correo además de atender su ya mencionado local comercial. Pero en este año decide retirarse de su empleo en el Correo Argentino abocando todos sus esfuerzos a la actividad comercial con la instalación de un depósito mayorista. 
En el año 1963 se incorporaría al negocio familiar Felipe Escribano hijo, ampliando el reparto y la distribución, y consolidando al negocio como un almacén mayorista que abastecía a pequeños almacenes y comercios de los barrios periféricos de Comodoro Rivadavia. Ayudaba también el cuñado de Felipe Escribano, Emilio Milkovic quien fue muy importante en la historia de la proveeduría.

### Supermercado por bulto cerrado
Don Felipe Escribano Padre y Felipe Escribano hijo, habían logrado consolidar el almacén mayorista y posicionarse como referentes en el rubro. A esta estructura, en el año 1980 se le sumaria el primer supermercado a bulto cerrado de la ciudad, creado por Felipe Escribano y Felipe Oscar Escricano. se sumaría el Contador Eduardo Escribano y Emilio Milkovic. 

### Inicios
Durante tres años, Felipe Escribano Padre, Felipe Escribano Hijo y Eduardo Escribano desarrollaron y acrecentaron la venta por bulto cerrado, hasta que en el año 1983 tomaron la decisión de incursionar en el supermercadismo, abriendo su primera boca de expendio en la Avenida Hipólito Yrigoyen 1844, local que por ese entonces contaba con un terreno total de 4000 m². Cuando arribó crisis desatada por la hiperinflación argentina se comenzó a vender al por menor viendo que a la gente se le hacía cada vez más difícil comprar por bulto cerrado.
El sueprmercado cobraría notable fama ya que entre la década de 1980 y el año 2000 “La Prove” era famosa por los premios que repartía. Desde muñecos de ALF para aquellos afortunados que le sonaba la chicharra en la línea de caja, hasta el esperado Bingo Show que realizaba  en alianza con Diario Crónica en la década de 1990. 
Con la incorporación del contador Héctor Alberto Escribano en el año 1987 se construye la firma Felipe Escribano e hijos S.A, y el almacén que luego fue mayorista, y luego supermercado, empezaría a experimentar un sostenido crecimiento. Un año después la firma sufriría la desaparición física de su fundador, Don Felipe Escribano.

### El crecimiento
La Prove empezaría a crecer y a transformarse en una cadena de supermercados. En el año 1989 abría su segunda sucursal en el Barrio Juan XXIII, en la esquina de Kennedy y Patricios, y un centro de distribución ubicado en el barrio Industrial.
Con el objetivo de satisfacer la demanda de una ciudad un crecimiento, y ampliar sus horizontes comerciales, La Proveeduría inauguraría en el año 1992 una nueva sucursal, en Rivadavia 1946, con 870 m² de local de ventas y cuatro cajas.
En 1993, dada la necesidad de abastecer tres sucursales, y con varios proyectos en carpeta, se incorpora al centro de distribución existente en el barrio industrial, un centro de distribución de frío, estableciendo nuevos estándares operativos, y optimizando el almacenamiento, la distribución y el abastecimiento. 
En 10 años, La Prove había experimentado un crecimiento exponencial, y había tomado dimensiones que Don Felipe Escribano nunca hubiese imaginado cuando abrió su modesto almacén en el centro de Comodoro, a mediados de siglo XX. Según palabras de su dueño: 

En esos momentos la sucursal reventaba. No vendíamos, despachabamos
Alberto Escribano

La cuarta sucursal se inauguró en el año 1994, y fue ubicada en la esquina de Martín Fierro y Kennedy, contando con 1200 m².
La Proveeduría había crecido solamente a nivel local, compitiendo de igual a igual con grandes cadenas nacionales como La Anónima o Casa Tía. De esta manera, se enmarcó en un ambicioso y disruptivo proyecto, y fue así que en el año 1997 inauguró en la ciudad de Caleta Olivia un moderno Hipermercado sin precedentes en la región. Su existencia sería corta ante la crisis profunda de la provincia vecina. Esto la obliga a vender esta sucursal a su competencia La Anónima.
Este año además se incorporarían los servicios de panificación propia, repostería, elaboración propia de pastas y rotisería. 
En 1998, se inaugura la sexta sucursal en el barrio Máximo Ábasolo, afianzando una estrategia de cercanía, comodidad y practicidad para el cliente. 
La llegada del nuevo milenio, encontraría a La Prove con el mismo espíritu emprendedor, y es así que en el año 2000 arriba a la zona norte de Comodoro Rivadavia inaugurando su sucursal del Barrio Próspero Palazzo con un salón de ventas de más de 600 metros cuadrados, y transformándose en el Supermercado con mayor cobertura geográfica de la ciudad.

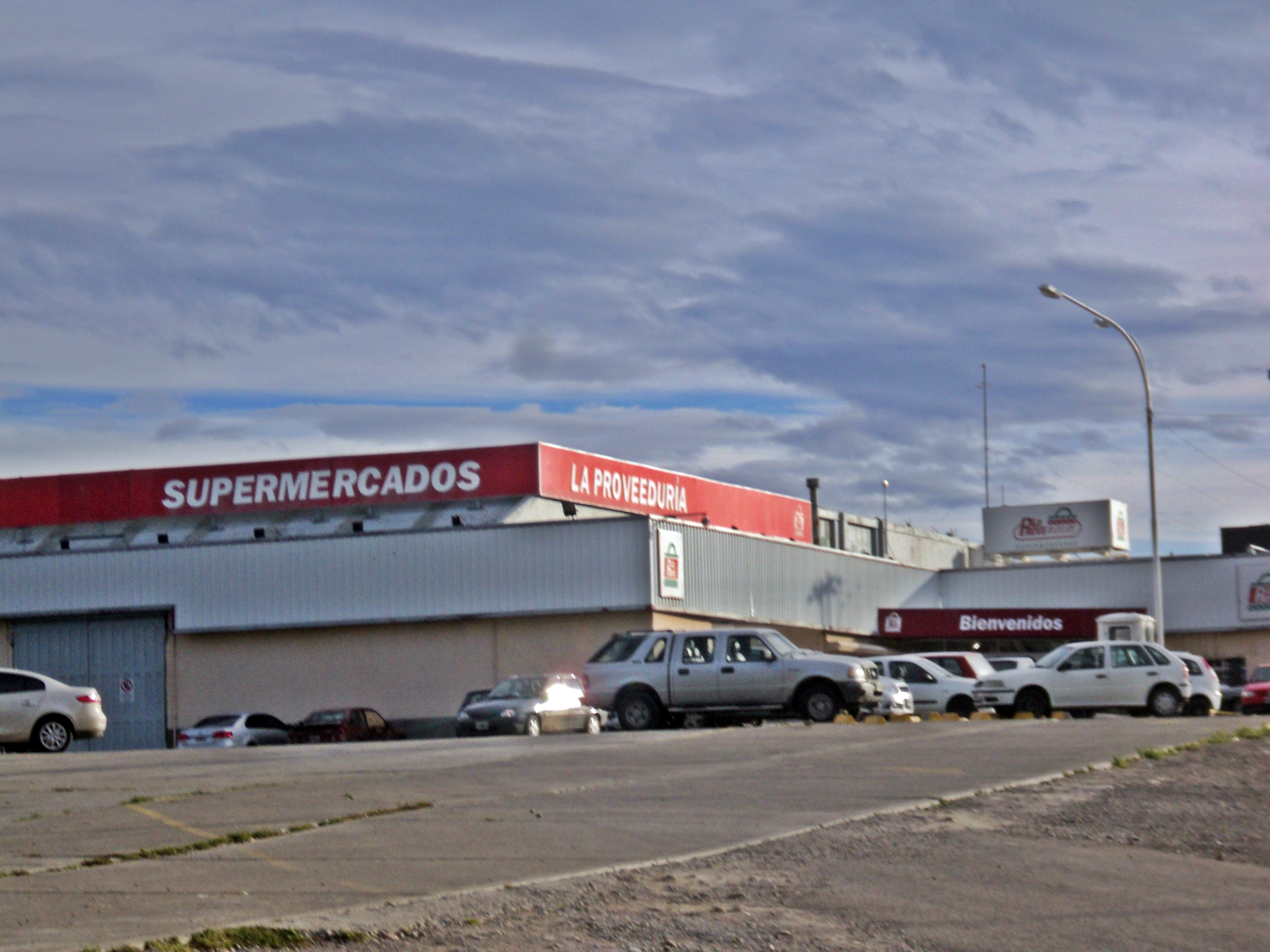
La Prove central antes del cierre

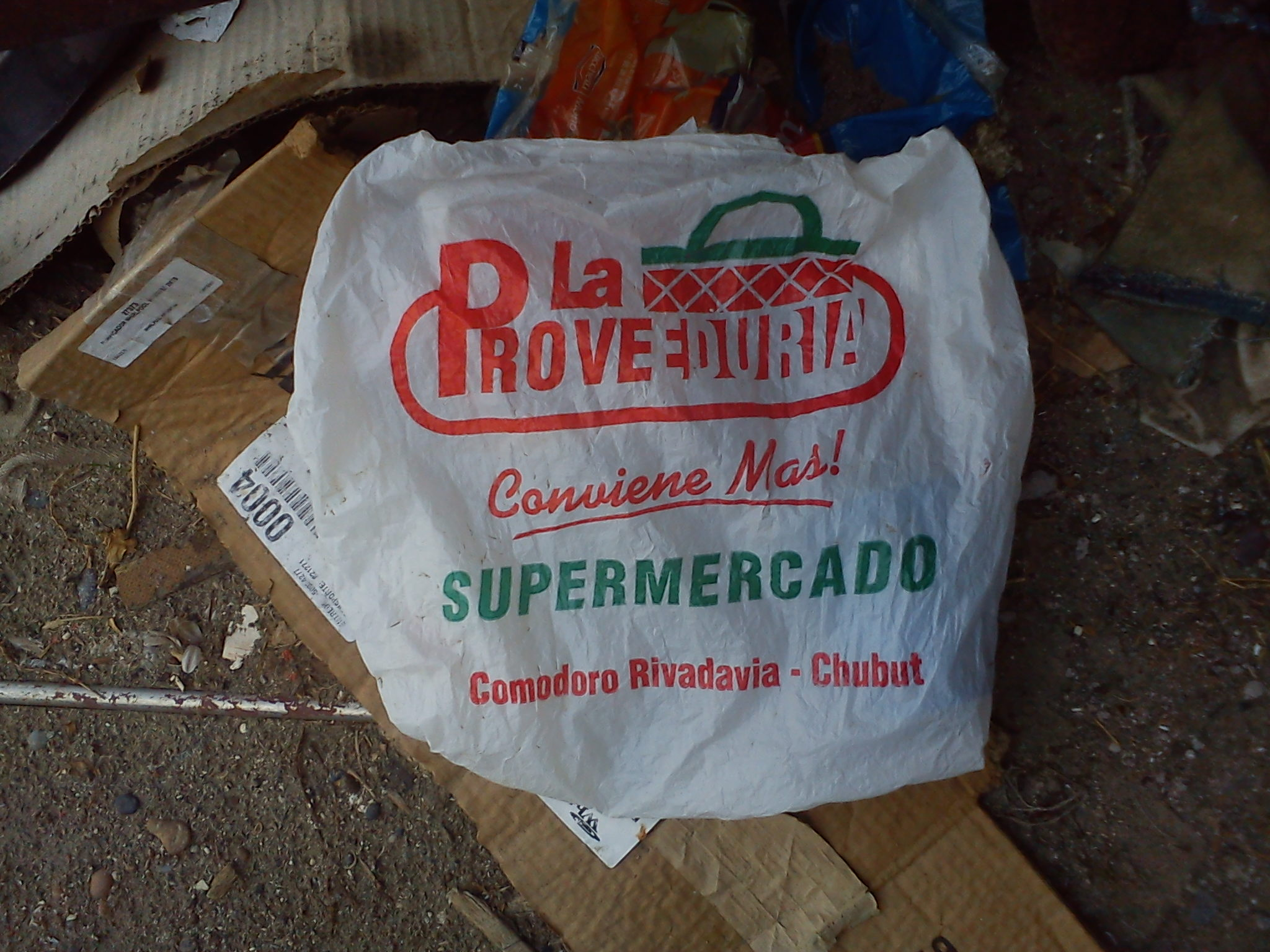
Bolsa del supermercado

En 2001, se saldría nuevamente de los límites de Comodoro Rivadavia, para arribar a la Villa Balnearia Rada Tilly. Una pintoresca ciudad residencial ubicada a 12 kilómetros de la capital petrolera, que crecía rápidamente y donde sus habitantes demandaban un supermercado para abastecerse, sin la necesidad de viajar hasta Comodoro. Atento a esta necesidad se iniciaría la construcción de la sucursal en la villa balnearia, inaugurándose la misma en noviembre de ese año, en la esquina de Tierra del Fuego y Almirante Brown, y contando la misma con un salón de 700 metros cuadrados, panadería con elaboración propia, y rotisería con salad bar, parrilla y asador a la vista. 
Transcurrida la dura crisis del periodo 2001/2002 que dio final al gobierno de Fernando De la Rúa, la empresa delineó un plan de afianzamiento y crecimiento, orientado a mejorar la infraestructura existente hasta ese momento, que integró a las áreas estratégicas, operativas, administrativas y comerciales. Así se dio lugar a un plan de mantenimiento, mejoras y ampliaciones edilicias; perfeccionando las condiciones de seguridad; optimizando las condiciones de preparación y fraccionamiento; llevando adelante un proceso de reingeniería operativa, de abastecimiento y logística; mejorando la atención y servicio al público; cambiando y modernizando de las fachadas, y realizando el rediseño del lay out de toda la compañía.
En el año 2009, y con la incorporación de Ignacio Escribano, primer representante de la tercera generación, La Prove reafirmaría su intención de seguir creciendo e invirtiendo en la ciudad que la vio nacer. Luego de la recuperación económica Argentina, y finalizado el proceso de afianzamiento interno, se inauguraría su octava sucursal, en el barrio comodorense de km8.
Con el objetivo de profesionalizar el management y centralizar sus operaciones estratégicas y administrativas para sostener su crecimiento, a comienzos de 2012 se inauguraría una moderna sede administrativa en el barrio industrial de Comodoro Rivadavia, y a mediados de ese año, se inauguraba un importante centro de elaboración propia para panificados y pastas, ambos en el mismo predio de barrio industrial en el que ya funcionaba el centro de distribución.
El 29 de mayo de 2013 fallecía en la habitación 702 de la clínica del valle de Comodoro Rivadavia el presidente del directorio, Felipe Escribano "hijo", fundador de La Proveeduría junto a Felipe Escribano "padre". Además de haber sido empresario, "Biucho" como lo llamaban sus más cercanos, había tenido una larga trayectoria en distintos ámbitos como la política, el deporte y la administración pública. Dirigente del Partido Justicialista en el retorno de la democracia, presidente del club Gimnasia y Esgrima de Comodoro Rivadavia, titular de la Corporación de Fomento de Chubut, presidente del Tribunal Electoral Municipal, titular de la Convención Constituyente de Comodoro Rivadavia y ministro de Economía Provincial durante un breve periodo, además de La Proveeduría, fueron los lugares por los que transitó y dejó su marca Felipe Escribano durante sus 69 años de existencia.
En noviembre de 2013, el supermercado desembarca en el barrio de Laprida inaugurando su novena y última sucursal. De esta manera, La Prove reconfirmaba su compromiso e iniciativa, siendo nuevamente el primer supermercado en llegar a los barrios que hasta el momento no contaban con ese servicio. El comercio de 1.200 metros cuadrados además de ofrecer en sus góndolas artículos de almacén, limpieza y perfumería, cuenta con los rubros de panadería, verdulería y carnicería. En la nueva sucursal se abrieron 40 puestos de trabajo. Se hizo un acto de apertura con una masiva concurrencia de vecinos y con la presencia del intendente de Comodoro Di Pierro.

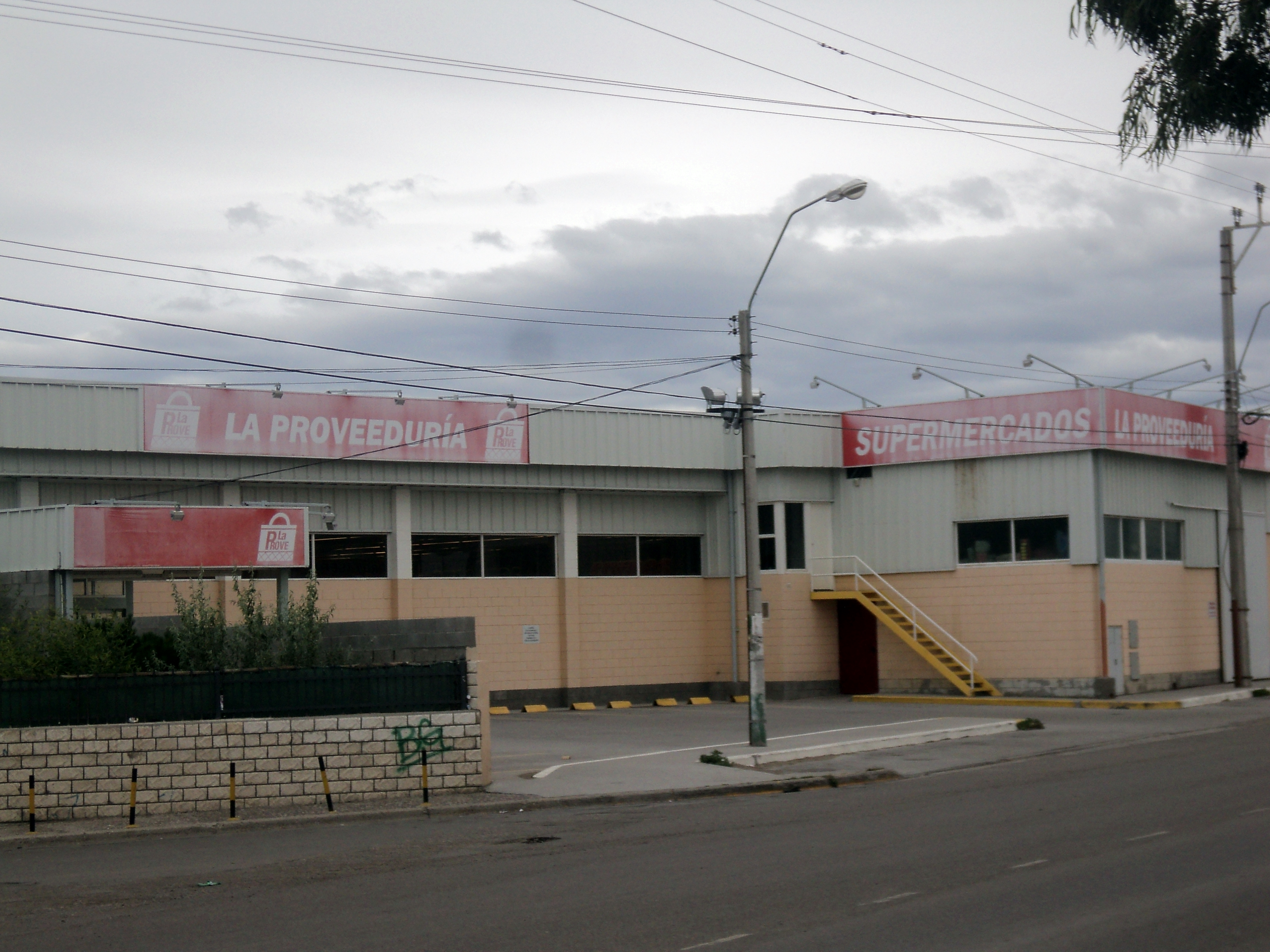
Sucursal de km 8

En 2015 abre su última sucursal en General Mosconi de iguales características a las predecesoras con la concurrencia de 2000 personas para competir por 45 puestos, algo que asombró a todos los medios.

### Declive y venta
En los inicios la competencia era solo La Anónima. Luego se sumaria Casa Tía a fines de los ochenta. Para 2010 entraron en juego en la ciudad Walmart y Jumbo. El deceso de Felipe Oscar Escribano en 2013, presidente de la empresa y cerebro de la misma fue un punto de inflexión. La gerencia pensó en cerrar comenzó la obra del Costanera shopping (hasta 2021 paralizada). Pero la principal dificultad para competir fueron los supermercados chinos, más contemporáneos, y los mercados de barrio, con menos personal y menores obligaciones impositivas. Así, el impacto de la competencia se hizo sentir de forma más cruenta en los últimos años.
En agosto de 2019 ante la baja de ventas en torno al 20%, sumada a la crisis Argentina vivida desde 2018, la firma se desprende de su supermercado más importante en el centro comodorense. Se alegó también costos altísimos de alquiler. La cadena intentó un arreglo con los propietarios pero estos fueron inflexibles en los costos, que según los dueños del supermercado, ya no eran apropiados para el lugar.
En diciembre de 2021, fue conocida la venta de la firma a la Cooperativa Obrera (quien ya había demostrado interés en años anteriores) garantizando así el traspaso de alrededor de 260 empleados que aun perduraban en sus locales. La negociación logró reconocer la antigüedad de los empleados y compró los alimentos no perecederos de la firma. El resto, las marcas que la empresa no trabaja y los alimentos perecederos fueron puestos en oferta por La Proveeduría para que la gente de Comodoro pueda adquirirlos a menor precio, con descuentos de hasta 60% hasta agotar stock, como última señal de agradecimiento a la población.
En enero de 2022 se conoció que el dueño nuevo se hace cargo de tres sucursales que compran y las demás van con un sistema de alquiler. Aunque La Provee desaparece la Cooperativa Obrera se hace cargo de toda la actividad a partir del 1 de febrero.

## Estructura y Alcance
La Proveeduría llegó a emplear alrededor de 500 personas entre personal en relación de dependencia, personal de apoyo y servicios terciarizados. Cuenta con 9 sucursales en el sur de la Provincia de Chubut distribuidas entre Comodoro Rivadavia y Rada Tilly, lo que lo consolida como el supermercado con mayor cobertura geográfica del área metropolitana de Comodoro Rivadavia, y uno de los más importantes de la Patagonia.
Sus operaciones están concentradas en un home base estratégico, ubicado en el barrio industrial de Comodoro Rivadavia, conformado por un importante centro de distribución, una moderna sede administrativa y un centro de elaboración de panificados, repostería, confitería y pastas.

## Rol Social
La Prove demostró un fuerte compromiso con la ciudad que la vio nacer y crecer. Ha sido un colaborador histórico de la obra del Padre Corti.
Siempre se ha mostrado predispuesto a los acuerdos de precios con el gobierno municipal y el gobierno provincial.
En cuanto a lo social y deportivo, fue patrocinador del Club La Proveeduría, un histórico equipo del fútbol de salón comodorense, que ha sido mecenas de estrellas internacionales como el “Pitu” Barrientos o el “Cuqui” Silvera y que da contención a través del deporte a centenares de chicos y adolescentes de todas las edades con importantes resultados a lo largo de su existencia. Además, colaboró rutinariamente con ONGS, fundaciones y mutuales de manera desinteresada.